# Vanvitelli (stacja metra)
Vanvitelli – stacja metra w Neapolu, na Linii 1 (żółtej). 
Znajduje się pod Piazza Vanvitelli i obsługuje dzielnicę Vomero.
Stacja została otwarta 28 marca 1993.